# Apotemnofilie
Apotemnofilie (Grieks: αποτέμνειν 'afkappen') of amputatiefetisj is een psychische aandoening, een sterk overheersend verlangen om een of meer gezonde ledematen te laten amputeren. Vaak geeft een patiënt aan het lichaamsdeel als 'niet van zichzelf' te ervaren, waarbij men in psychiatrische termen spreekt over 'Body Integrity Identity Disorder’ (BIID).
De aandoening is niet vermeld in het DSM-IV, maar mogelijk is dit in de volgende versie wel het geval. Waarschijnlijk zal het ziektebeeld dan worden ingedeeld bij de psychoseksuele aandoeningen, omdat het verlangen naar amputatie wel wordt gezien als een vorm van zoeken naar seksuele bevrediging.
Chirurgen zijn buitengewoon terughoudend om gezonde lichaamsdelen te amputeren. Als ze een verzoek krijgen, wordt de patiënt doorverwezen naar een psychiater. Deze onderzoekt of er sprake is van ernstig geestelijk lijden.
Een samenhangend verschijnsel is acrotomofilie, het zich aangetrokken voelen tot mensen die ledematen missen of een andere handicap hebben.